# Abteischloss Waldsassen

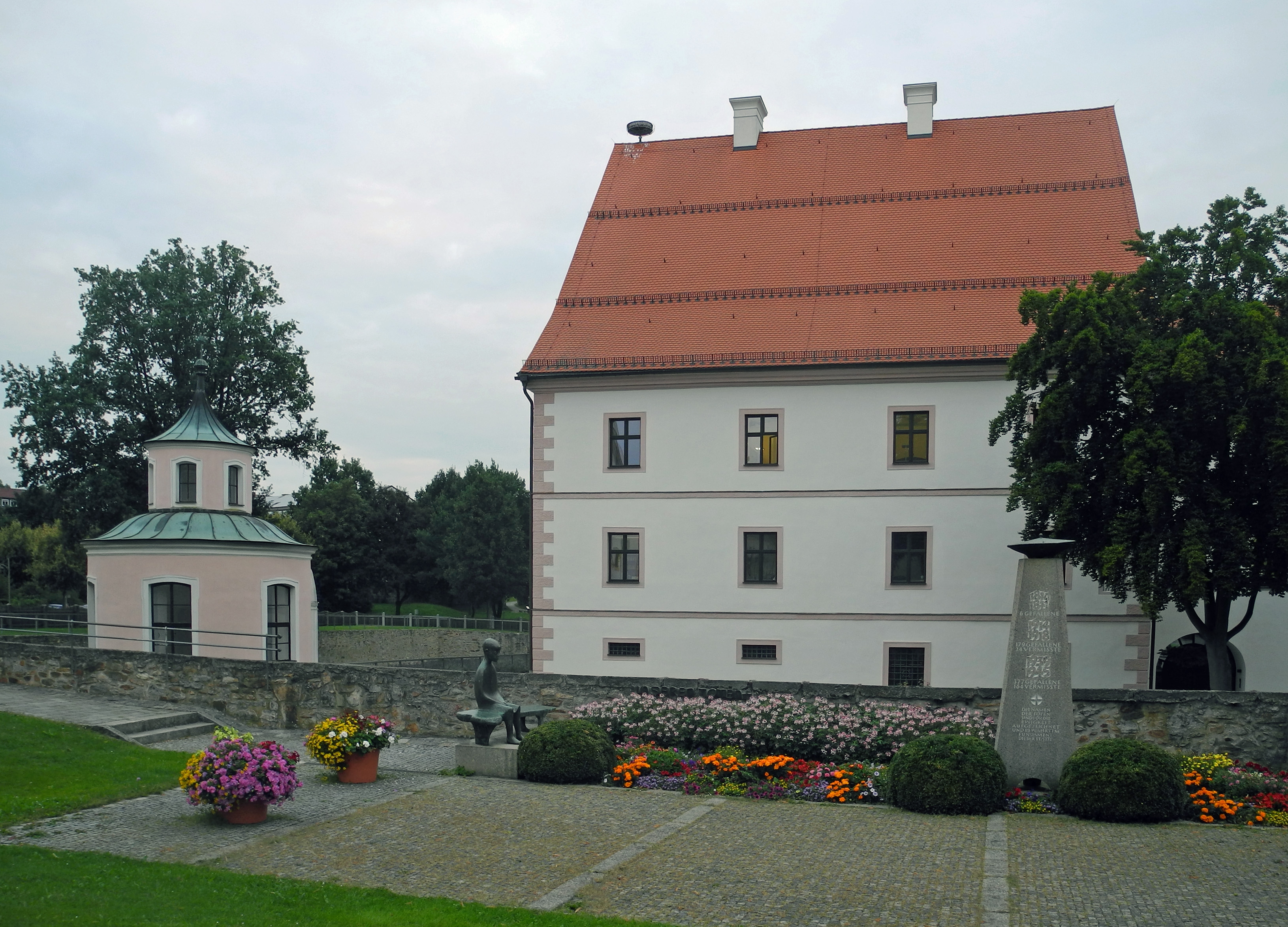
Abteischloss Waldsassen (2021)

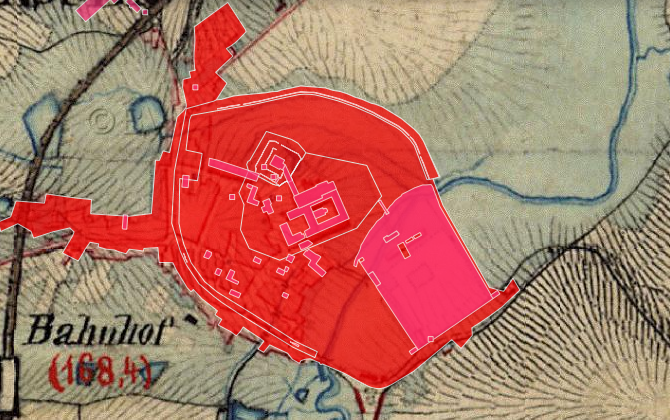
Lageplan des Abteischlosses Waldsassen auf dem Urkataster von Bayern

Das Abteischloss Waldsassen liegt in der Oberpfälzer Stadt Waldsassen im Landkreis Tirschenreuth und ist ein Teil des Klosters Waldsassen. Es ist unter der Aktennummer D-3-77-158-6 als Baudenkmal verzeichnet. „Archäologische Befunde des Mittelalters und der frühen Neuzeit im Bereich des ehemaligen Abteischlosses in Waldsassen, darunter die Spuren von Vorgängerbauten bzw. älterer Bauphasen sowie abgegangener Gebäude und Bauteile“ werden als Bodendenkmal unter der Aktennummer D-3-5939-0012 geführt.

## Geschichte

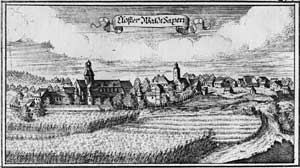
Kupferstich des Klosters Waldsassen von Johann Ulrich Krauß aus dem Churbaierischen Atlas des Anton Wilhelm Ertl von 1687

Die ersten Befestigungsanlagen des Klosters bestanden vermutlich bereits vor der Klostergründung, da dieses – wie in der Egerischen Chronik des Pankraz Engelhart von 1560 berichtet wird – aus einem Kastell hervorgegangen ist. Aus der Zeit des Abtes Johann IV. stammt die Nachricht, dass dieser „den Turm bei der alten Abtei mit vielen notwendigen Werkstätten“ erbauen ließ. Das Kloster Waldsassen wurde 1430 von dem böhmischen Adeligen Hynko Kruschina von Schwanberg und 1433 durch den mährischen Adeligen Jakaubek von Wrschesowitz, der auf der Seite der Taboriten stand, geplündert. Abt Johann VI. ließ eine Wehrmauer um das Kloster und die „Neue Abtei“ errichten. Sein Nachfolger Nikolaus IV. gilt als Vollender dieses Baues. Die Wehrmauer zog sich mit einigen Schalentürmen rund um das Kloster und wurde im Norden nur vom Abteigebäude unterbrochen.
1504 wurde das Kloster Waldsassen während der Amtszeit von Abt Georg I. Engel im Zuge des Landshuter Erbfolgekrieges von den Truppen des Markgrafs Friedrichs II. verwüstet. Da ein solcher Überfall bereits befürchtet worden war, war das Kloster mit Truppen besetzt und die Mönche konnten in die befestigte Abtei flüchten. Das Abteigebäude konnte trotz Artilleriebeschusses nicht erobert werden. Nach dem Überfall wurde die Abtei von Waldsassener Söldnern besetzt, da gegen das Kloster weitere Drohungen ausgesprochen worden waren. 1524 wurde das Kloster von der pfälzischen Schutzherrschaft besetzt und 1525 von aufständischen Bauern geplündert, das Abteischloss dabei nicht in Mitleidenschaft gezogen. Gegen Ende des Dreißigjährigen Krieges brannten 1648 schwedische Truppen das Kloster ab. 1670 begann der Wiederaufbau und 1676 auch der des Abteischlosses, von dem nur noch die Außenmauern standen. Um 1730 wurde die Ringmauer mit den Ecktürmen abgetragen. Ein an der Westecke des Klosters stehender Pavillon geht auf einen vorherigen Rundturm zurück.

## Aussehen einst und jetzt

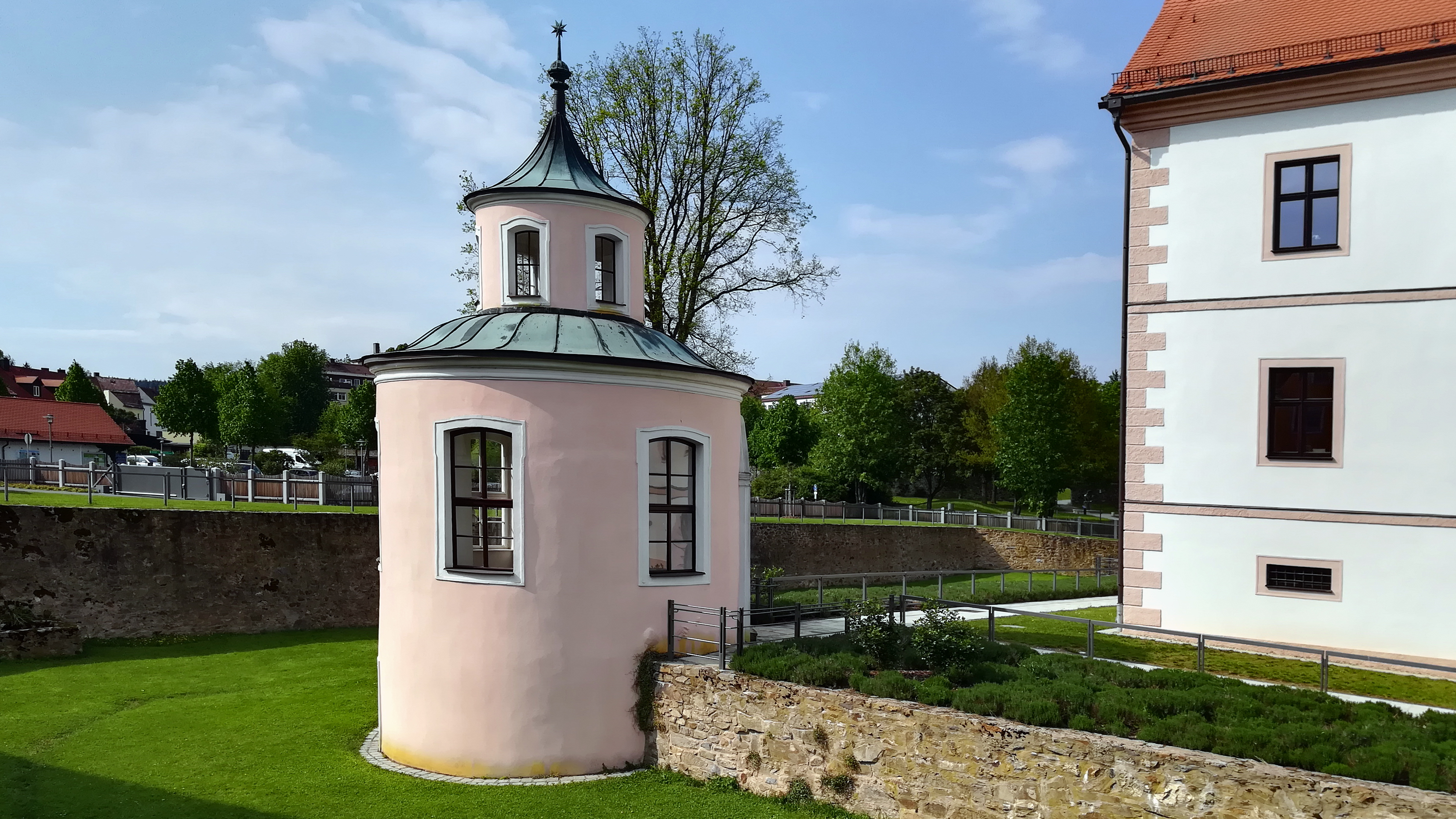
Ringmauer mit Rundturm

Das Abteigebäude wurde nach 1433 nordöstlich der Stiftsbasilika errichtet. Nach historischen Ansichten war es ein quadratischer Bau (20 × 20 m), der von einem Wassergraben (70 × 70 m) umschlossen war. Die Abtei war von einer Ringmauer mit zwei quadratischen und zwei runden Türmen umgeben. Das dreigeschossige Gebäude besitzt seit 1601 ein Zeltdach mit hohen Giebeln. Der Haupteingang ist ein gekehltes Steinportal mit einer eisernen Doppeltüre aus dem 15. Jahrhundert. Der südliche Rechteckturm war der Torturm, zu dem eine Brücke führte. Ein zweiter Zugang führte vom Paradies der Basilika über eine wehrhafte Mauer und eine hölzerne Zugbrücke in das Obergeschoss des Torturms; Vorbild könnte der Passetto di Borgo der Engelsburg gewesen sein. An die Stelle der Mauer trat dann ein barocker Neubau, der das Abteischloss noch mit der Stiftsbasilika verbindet.
Der Brand von 1648 zerstörte die hölzernen Wehrbauten des Abteischlosses. Nach 1670 wurde das ausgebrannte Schloss umgebaut und auch die angrenzenden Gebäude wurden neu errichtet. Es sind noch Reste der Ringmauer erhalten, so der westliche Rundturm als Pavillon. Fundamente des nördlichen Turms und des südlichen Torturms sind noch vorhanden, von dem östlichen Turm fehlt jede Spur. Die äußere Grabenmauer ist ebenfalls noch großteils erhalten. Dort ist jetzt das Gästehaus St. Joseph untergebracht.